# Кальварія (цвинтар)
Кальварія (лат. Calvaria — Голгофа) — найстаріший та найбільший міський цвинтар Ужгорода.

## Розташування
Цвинтар «Кальварія» знаходиться на однойменній горі у центрі міста, з якої відкривається чудовий краєвид на місто, і навіть видно кордон зі Словаччиною.

## Історія
Колишня назва цвинтаря «Кальварія» — Церква, бо тут стояла цегольнянська церква, а потім дали їй назву «Даїбоц», окремі вчені схильні приписувати цю назву видозміненому звертанню «Дай Боже». Деякі краєзнавці вважають, що в минулому тут було язичницьке капище.
У 1759 році міщанин Давид Петц подарував свій земельний наділ громаді, а до цього тут росли виноградники і гору називали Виноградною. Цвинтар же фактично був заснований у середині або наприкінці XVIII століття. На мапі Ужгорода 1800 року вже відзначено гору Кальварія з каплицею нагорі. Оскільки Голгофа вважається хресним шляхом Христа, його муками, тому на Кальварії є каплички, які символізують шлях Ісуса. У 1826 році за ініціативи місцевого плебана Йожефа Лінці започатковано будівництво першої з чотирнадцяти розташованих на цвинтарі каплиць. До 1828 році на гроші цехів музикантів, чоботарів, дубильників і гончарів були збудовані перші чотири стаційні каплиці, що символізували місця зупинок Ісуса Христа по шляху до місця страти.
З каплицями на Кальварії пов'язані два відпусти, які проводилися у святковій обстановці, з римо-католицькою та греко-католицькою службами й трьома мовами. Саме у зв'язку з відпустами у 1830 році за планами інженера Якоба Лама на Кальварію прорубали окрему вулицю, котра з'єднала тутешні каплиці й цвинтар з містом. Вулицю так і назвали — Кальварія, в радянський час вулиця називалася Цвинтарна, а з середини 1970-х років і донині — Тиха. Пізніше з обох боків вулиці будуються нові цвинтарі: римо-католицьке, греко-католицьке і реформатське.
1839 року сатмарський римо-католицький єпископ за свій кошт збудував п'яту каплицю. До 1850 року на гроші різних благодійників спорудили ще чотири каплиці. Десяту в 1874 році поставив канонік мукачівської єпархії Андрій Чургович. Три останні каплиці, якими завершилося оформлення Кальварії, збудував відомий своєю жертовністю римо-католицький плебан Андраш Будіш.
У повоєнний час комплекс каплиць на Кальварії зазнав значних втрат. Головну каплицю державні органи передали Ужгородському університету, який облаштував у ній обсерваторію (1957). Вона діє донині. Окремі стаційні каплиці зруйнували, а ті, що залишилися без господаря, теж поступово руйнувалися. Лише на початку 1990-х років їх знову поновили і розписали.
У 1945 році було прийнято рішення поховати на Кальварії у братській могилі воїнів радянської армії, які загинули у боях за місто наприкінці жовтня 1944 року. Меморіальний цвинтар відкрили 22 липня 1945 року й назвали «Пагорбом Слави». Через двадцять років тут спорудили обеліск.

## Відомі особи, поховані на цвинтарі Кальварія

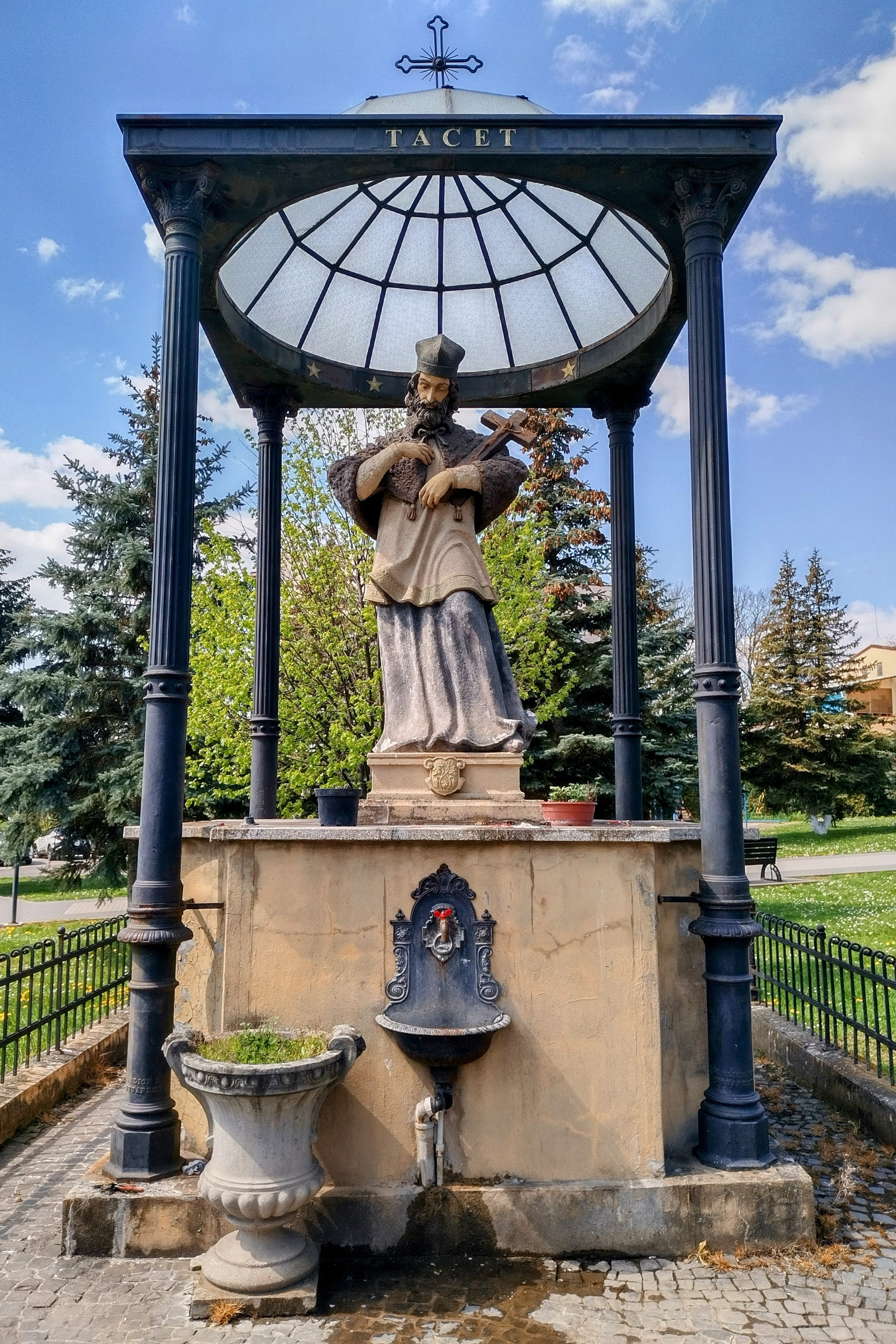
Статуя Яну Непомуцькому біля входу на цвинтар

- Антон Бескид — правник, політичний діяч Закарпатської України. Доктор права. Дотримувався чехословацької і русофільської орієнтації. Губернатор Підкарпатської Русі.
- Марія Біланіна — український живописець. Учениця Йосипа Бокшая. Працювала у жанрі портрету.
- Йосип Бокшай — український живописець, заслужений діяч мистецтв УРСР (з 1951), член-кореспондент Академії мистецтв СРСР (з 1958), Народний художник України (1960), Народний художник СРСР (1963).
- Остап Вахнянин — перший український пластовий і культурний діяч на Закарпатті. Редактор «Пластуна», автор праць «Пласт», «Пластовим шляхом за красою життя». Перепохований навесні 1925 року на Личаківському цвинтарі у Львові[2].
- Дезидерій Задор — український піаніст, органіст, диригент, композитор, педагог в Угорщині, Чехословаччині та Україні. Один з фундаторів закарпатської композиторської школи.

- Станіслав Дністрянський — український науковець, академік, правник, політичний діяч. Академік Вільної Української Академії Наук. Дійсний член НТШ.
- Ґабор Дойко (могила не збереглася) — угорський поет.
- Адальберт Ерделі — український живописець, один з основоположників закарпатської школи живопису.
- Ернест Контратович — український художник, член Товариства діячів образотворчого мистецтва Підкарпатської Русі, член Національної спілки художників України, Народний художник УРСР.
- Андрій Коцка — український живописець. Один із засновників Закарпатської організації Спілки художників України, Заслужений діяч мистецтв УРСР, Народний художник УРСР.
- Федір Манайло — український живописець, народний художник України. Член Національної Спілки художників України.
- Андрій Новак — український лікар, вчений та педагог.
- Федір Потушняк — український письменник, науковець-етнограф, археолог.
- В'ячеслав Приходько — український художник, член Національної спілки художників України, Заслужений художник УРСР, Народний художник України.
- Петро Скунць — український поет, член Національної спілки письменників України з 1962 року.
- Петро Сова — історик та дослідник Закарпаття, перший заступник голови Народної Ради Закарпатської України (1944-1945).
- Золтан Шолтес — художник-пейзажист, Заслужений художник України.